# El pájaro burlón

Sinsonte o El pájaro burlón (en inglés: Mockingbird) es una novela de ciencia ficción escrita por el autor estadounidense Walter Tevis. Su primera edición se publicó en 1980 y en ese mismo año fue nominada a la mejor novela en los Premios Nébula. En el año 1982, fue publicada en español por la editorial Plaza y Janés. en 2022, se publicó una nueva edición con una nueva traducción del inglés, por la Editorial Impedimenta. 

## Argumento
Dentro de unos cientos de años la tierra es un mundo distópico en el que los robots se encargan de todas las tareas y los humanos languidecen adormecidos por los continuos tranquilizantes y barbitúricos con los que se automedican. Con sus sentimientos y emociones continuamente adormecidos por las drogas el ser humano vive una existencia vacía y solitaria en la que incluso han olvidado leer y escribir.
El personaje principal es Spofforth un androide de duración ilimitada que ha vivido durante siglos y desea morir pero su programación le impide el suicidio. Spofforth es decano de la Universidad de Nueva York y contrata a Paul Bentley, un humano que aprendió a leer ayudado por una colección de viejas películas mudas que encontró. Paul se dio cuenta de las coinicidencias entre las palabras de los carteles de las películas mudas y de un libro de lectura de parvulario y así, poco apoco, fue descifrando la escritura. 
Paul se ofreció para enseñar a otros a leer pero a Spofforth le disgustaba Paul y su capacidad para leer y lo relega a una sala para que traduzca todos los carteles que aparecen en las películas. Con el visionado de estas películas es cuando Paul se da cuenta de lo mucho que ha cambiado la humanidad.
Con el tiempo Paul conoce a Mary Lou con quien mantiene una relación y la enseña a leer. Spofforth los descubre y separa. A Paul lo envía a una prisión y toma A Mary Lou como compañera en un intento de crear algo parecido a una familia. Paul consigue escapar de la prisión y huye hasta Nueva York para rencontrarse con Mary Lou.
El título del "Pájaro burlón" proviene de una frase que aparece en una de las películas mudas "Solo el sinsonte canta en la linde del bosque", frase que el protagonista repite a menudo a modo de mantra durante toda la novela.

## Recepción
El año de su publicación Sinsonte fue nominada como mejor novela en los Premios Nébula.
Anne McCaffrey dijo: "He leído otras novelas sobre los peligros de la computerización pero Sinsonte me ha impresionado, el escritor, su dureza. Darte cuenta de repente de que la posibilidad de que la gente pierda su habilidad para leer o peor, su deseo de leer, es altamente probable" 
De la novela se ha dicho: "Es como una combinación entre 1984 y Un mundo feliz con una pizca de Escape from New York".
James Sallis declaró: "Sinsonte, en su narrativa de humor negro del deseo de muerte de un robot, colapsa toda la historia perversa, autodestructiva e indomable de la humanidad, la crueldad y la bondad por igual".

## Publicación en Español
Sinsonte fue publicada al español por primera vez bajo el título de El pájaro burlón en 1982 por la editorial Plaza y Janés. 40 años más tarde, en 2022, la Editorial Impedimenta publicó una nueva edición de la novela, con una nueva traducción  del inglés a cargo de Jon Bilbao